# NNNニュースダッシュ
『NNNニュースダッシュ』（エヌエヌエヌ ニュースダッシュ、英称:NNN NEWS DASH）は、日本テレビをはじめとするNNN加盟フルネット28局で、1996年4月1日から2007年9月30日まで放送されていたお昼のニュース番組。

## 概要
平日のみ『日テレNEWS24』・『BS日テレ』でサイマル放送されていたが、2006年8月に番組の制作局移管に伴い、NNN加盟フルネット局・BS日テレでサイマル放送された。正確には、BS日テレは開局以来、日テレNEWS24の再送信でネットしていた。週末は地上波のみでの放送であった。
何度か名称・ロゴ表記が変更されている。2000年1月から英語表記『NNN NEWS DASH』、2005年10月3日から『NNN ニュースD』、2007年4月からは『NNN News D』だった。"D"は"DASH"の頭文字である。『ニュースD』に変更されてからはタイトルの読み方も「ニュース・ディー」に変わったが、一部地方局では「ニュースダッシュ」となっているところもあり、ウェブサイトのURIも『ニュースダッシュ』のままであった。なお、新聞のラテ欄、テレビ情報誌、日本テレビ他系列局ホームページの番組表は、2006年4月1日発表分より『NNNニュースD』という表記に。2007年4月1日から、タイトルロゴが『NNN News D』と英字表記に変更、番組の基本色もゴールドから白調に変更されるなどリニューアルを行った。制作方法もハイビジョンを意識した物となった。また、NNNロゴも『NNNニュースダッシュ』と『NNNニュースD』では公式ロゴを使用していたが、最末期の『NNN News D』では独自ロゴになった。
2001年8月27日、日本の報道番組としては初となる全編リアルタイム字幕放送の実施を開始した。地上波放送（全曜日）とBS日テレ（地上波同時放送の平日11:50まで）で実施した。
長年ホームページがなかったが、放送開始9年目の2005年5月に開設。
日本テレビの昼の改編により、本番組は2007年9月30日に終了し、11年半の放送を終えた。同年10月1日からは『NNNストレイトニュース』が放送されている。

## 放送時間
地上波での放送時間。CS・BSでの放送は後述。全て、JSTで表記する。
| 時期      | 時期      | 平日                  | 土曜                  | 日曜                  |
| --------- | --------- | --------------------- | --------------------- | --------------------- |
| 1996.4.1  | 2000.10.1 | 11:30 - 11:50（20分） | 11:30 - 11:50（20分） | 11:30 - 11:40（10分） |
| 2000.10.2 | 2006.3.26 | 11:30 - 11:50（20分） | 11:30 - 11:40（10分） | 11:30 - 11:40（10分） |
| 2006.3.27 | 2007.9.30 | 11:30 - 11:50（20分） | 11:25 - 11:35（10分） | 11:30 - 11:45（15分） |

- 平日はローカルニュースの都合で終了時間は11:40、11:42、11:45、11:54及び11:55終了があった
- 日曜日の終了時刻が5分延び、放送時間が拡大された後も、一部地域は11:40までの放送だった。
- 土曜日の開始時刻が11:25に変更されたのは、日本テレビローカルの編成の都合による。

## キャスター

### 平日
| 期間      | 期間      | メイン      | サブ       | サブ       | サブ       |
| 期間      | 期間      | メイン      | 月曜・火曜 | 水曜       | 木曜・金曜 |
| --------- | --------- | ----------- | ---------- | ---------- | ---------- |
| 1996.4.1  | 1996.9.27 | 松永二三男1 | 鷹西美佳   | 鷹西美佳   | 松本志のぶ |
| 1996.9.30 | 1998.4.6  | 松永二三男1 | 松本志のぶ | 松本志のぶ | 鷹西美佳   |
| 1998.4.7  | 1998.5.29 | 平川健太郎  | 松本志のぶ | 松本志のぶ | 鷹西美佳   |
| 1998.6.1  | 2000.3.31 | 村山喜彦    | 松本志のぶ | 松本志のぶ | 鷹西美佳   |
| 2000.4.3  | 2001.9.28 | 小栗泉      | 菅谷大介   | 菅谷大介   | 菅谷大介   |
| 2001.10.1 | 2002.9.27 | 小栗泉      | 舟津宜史   | 舟津宜史   | 舟津宜史   |
| 2002.9.30 | 2004.3.26 | 金子茂2     | 阿部哲子   | 阿部哲子   | 阿部哲子   |
| 2004.3.29 | 2005.4.1  | 金子茂2     | 阿部哲子   | 阿部哲子   | 延友陽子   |
| 2005.4.4  | 2005.9.30 | 金子茂2     | 古市幸子   | 山下美穂子 | 山下美穂子 |
| 2005.10.3 | 2007.9.28 | 金子茂2     | 舟橋明恵   | 舟橋明恵   | 舟橋明恵   |

- 1　『NNN昼のニュース』から続投。
- 2　『午後は○○おもいッきりテレビ』『ザ・ワイド』ニュースコーナーを兼務。

### 土曜・日曜
| 期間      | 期間       | 土曜            | 日曜           |
| --------- | ---------- | --------------- | -------------- |
| 1996.4.6  | 1996.9.29  | 金子茂 鈴木君枝 | 野口敦史1      |
| 1996.10.5 | 1998.3.29  | 金子茂 魚住りえ | 野口敦史1      |
| 1998.4.4  | 1998.5.31  | 村山喜彦        | 野口敦史1      |
| 1998.6.6  | 2000.3.26  | 平川健太郎      | 野口敦史1      |
| 2000.4.1  | 2001.9.30  | 平川健太郎      | 矢島学         |
| 2001.10.6 | 2002.9.29  | 矢島学          | 矢島学         |
| 2002.10.5 | 2004.9.26  | 河本香織        | 菅谷大介       |
| 2004.10.2 | 2004.11.28 | 豊田順子        | 舟津宜史       |
| 2004.12.4 | 2005.10.2  | 豊田順子        | 新谷保志1・2   |
| 2005.10.8 | 2006.3.26  | 豊田順子        | 山下美穂子1    |
| 2006.4.1  | 2006.4.1   | 豊田順子        | 豊田順子       |
| 2006.10.7 | 2007.9.30  | 杉上佐智枝1・3  | 杉上佐智枝1・3 |

- 上記の末期キャスターは共に『NNNストレイトニュース』も続投。
- 1　『NNNニュースサンデー』を兼務。
- 2　舟津の人事異動による。
- 3　『あさ天サタデー』を兼務。

### 天気
| 期間      | 期間      | 月曜 - 金曜  | 土曜           | 日曜           |
| --------- | --------- | ------------ | -------------- | -------------- |
| 1996.4.1  | 2000.4.2  | （不明）     | （メイン兼務） | （メイン兼務） |
| 2000.4.3  | 2002.3.31 | 三ヶ尻知子   | （メイン兼務） | （メイン兼務） |
| 2002.4.1  | 2006.3.26 | 杉江勇次1・2 | （メイン兼務） | （メイン兼務） |
| 2006.3.27 | 2007.9.30 | 杉江勇次1・2 | （メイン兼務） | 岩谷忠幸       |

- 1　『さきどり!Navi』を兼務。
- 2　『NNNストレイトニュース』も続投。

### 補足
- メイン・サブキャスターについては、出演当時のを含めて、小栗・金子（第2期）は日本テレビ報道局キャスター、舟橋はセント・フォース所属のフリーアナウンサー、その他は日本テレビアナウンサー。平日および日曜の天気担当は気象予報士。

## 日テレNEWS24・BS日テレでの放送
- 日テレNEWS24は平日のみ『日テレNEWS24』『BS日テレ』でもサイマル放送を行っており、地上波系列局のない佐賀県・沖縄県やクロスネットのため地上波では放送していない大分県と宮崎県、地上波放送の受信が困難な難視聴地域でも視聴できた。
- 地上波（日本テレビ）での放送は11:50までだが、日テレNEWS24・BS日テレでは12:00までの放送となっていた。（日本テレビ地上波が）11:48に一旦終わるが、11:50に金子キャスターのみが出て日テレNEWS24・BS日テレのパートがスタートした。
- ニュースの内容によっては権利映像（主に海外からのスポーツニュース）が含まれているため日テレNEWS24・BS日テレではその人物（スポーツ選手など）の静止画または“日テレNEWS24”のロゴが入ったお断り画面の静止画が入る場合があり、権利映像の放送時間が長い場合は日テレNEWS24のスタジオからの放送に差し替える場合もあった。
- BS日テレでは、地上波同時放送の11:50までリアルタイム字幕放送を実施していた。BS日テレでは“ハイビジョン番組”と字幕放送マークは表示されていない。なお、BS日テレで字幕放送を行うのは『NNNニュースD』のみ。
- BS日テレは汐留移転前までは地上波と同じく4:3のSD画質だった。2004年の汐留移転後、BS日テレと地上デジタル放送でのハイビジョン放送がスタート。
- 2005年12月29日、2006年1月4日、5日の放送は11:50以降、通常の「ニュースD」のスタジオでなく「日テレNEWS24」のスタジオからの放送となった（通常の「日テレNEWS24」と同じ編成での放送、読売テレビの『ニュースD』ローカルニュース時差放送は通常通り）。
- 2006年3月21日（祝日）は、地上波でワールド・ベースボール・クラシック決勝戦放送のため、放送時間変更・短縮し地上波のみ放送。これに伴って日テレNEWS24・BS日テレでの同時放送は休止となり、『モーニングnavi』を放送。
- 2006年6月5日の放送は、村上ファンドの村上世彰代表（当時）の記者会見の模様を生中継で放送したため、地上波のみ『NNNニュースD』として放送し、日テレNEWS24・BS日テレ（11:30 - 12:00）ではそのまま記者会見の模様を放送した。
  - なお、この時のEPGの番組名表記は、日テレNEWS24では『NNNニュースD』で、BS日テレでは『日テレNEWS24』だった。
- 2005年頃（詳細時期失念・平日のみ）までは11:50になると金子が「ここからは『NNN24・NTV NONSTOP NEWS』でお送りします」とアナウンスした。
- 2007年3月25日日曜日9:42に発生した能登半島地震では緊急特番を放送した為、通常日曜日にはサイマル放送を実施しない日テレNEWS24でも11:40 - 11:44にサイマル放送を実施。

## 地上波放送の備考
- 『24時間テレビ 「愛は地球を救う」』の放送時（日曜日）は、2005年までは通常の放送枠と同じ時間帯での放送だったが、 2006年8月27日及び2007年8月19日は11:17 - 11:27[3]の放送となり、通常は全国天気を放送しない青森放送等でも全国の天気を放送した。ただし、2006年度の福井放送のみ、『サンデープロジェクト』（テレビ朝日）同時放送の関係で平常同様11:30からの録画番組だったが、2007年度放送は、一切放送なし（撮って出し）。
- 日曜日の放送は2004年4月から2005年9月まで、日本テレビ他一部地域では情報番組『@サプリッ!』に内包されていた。そのため、オープニング開始前には司会の東山紀之（少年隊）と報道フロアにいる菅谷の掛け合いがあり、エンディングでは日本テレビなどは内包番組であるため「NEWS DASH END」ではなく「NEWS DASH」というCGをエンドカードとしていた[4]。

## その他
- 麹町時代は報道番組の殆どが使用したEスタジオで放送。汐留移転後は報道フロアから放送しており、『NNNニュースD』となってからはCGを多用して放送するようになった。
- 2006年7月3日から2007年3月30日まで、平日の放送では、項目テロップが日テレNEWS24で使用されている項目テロップと同一のものを使用していた（「日テレNEWS24」の部分が「NNN NEWS」に差し替えられている）。ただし、土・日曜日の放送では従来どおり項目テロップは2005年10月のリニューアル時の物を使用（平日の放送では表示と同時に効果音を付けていたが、土・日曜日の放送は効果音はなし）。2007年4月からは再び独自のテロップを使用するようになった。
- 2000年9月までは『CS★日テレ』でも週末を含めて地上波日本テレビと同じ時間に毎日放送されていた。
- ニューススタジオでキャスターの背後に透明板がある為か、カメラに位置によってはプロンプターに映し出される文字がうっすら映っていることがあった。
- 平日は、一部ニュース映像を『午後は○○おもいッきりテレビ』や『ザ・ワイド』でも一部スーパーを差し替えて二次使用していた。
- テレビ大分は『FNNスピーク』（日曜は『産経テレニュースFNN』）、テレビ宮崎は『ANNニュース』をネットのため同番組はネットしていないが、大分県と宮崎県で大事件・大事故が発生した場合はTOSとUMKが裏送りで中継をつなぐことがあった。

## ネット局
| 放送対象地域  | 放送局                                                               | 系列                                           | 放送曜日・放送時間 | 放送曜日・放送時間 | 放送曜日・放送時間 | 放送曜日・放送時間 |
| 放送対象地域  | 放送局                                                               | 系列                                           | 月曜・金曜         | 火曜 - 木曜        | 土曜               | 日曜               |
| ------------- | -------------------------------------------------------------------- | ---------------------------------------------- | ------------------ | ------------------ | ------------------ | ------------------ |
| 日本全国      | 日テレNEWS24 NNNニュースダッシュ （平日版）制作局                    | CSデジタル                                     | 11:30 - 12:00      | 11:30 - 12:00      | （放送なし）       | （放送なし）       |
| 関東広域圏    | 日本テレビ放送網（NTV） NNNニュースダッシュ （土・日版）基幹・制作局 | 日本テレビ系列                                 | 11:30 - 11:50      | 11:30 - 11:50      | 11:25 - 11:35      | 11:30 - 11:45      |
| 北海道        | 札幌テレビ（STV）                                                    | 日本テレビ系列                                 | 11:30 - 11:50      | 11:30 - 11:50      | 11:25 - 11:35      | 11:30 - 11:40      |
| 青森県        | 青森放送（RAB）                                                      | 日本テレビ系列                                 | 11:30 - 11:40      | 11:30 - 11:40      | 11:25 - 11:35      | 11:30 - 11:40      |
| 岩手県        | テレビ岩手（TVI）                                                    | 日本テレビ系列                                 | 11:30 - 11:50      | 11:30 - 11:50      | 11:25 - 11:35      | 11:30 - 11:45      |
| 宮城県        | ミヤギテレビ（MMT）                                                  | 日本テレビ系列                                 | 11:30 - 11:55      | 11:30 - 11:55      | 11:25 - 11:35      | 11:30 - 11:40      |
| 秋田県        | 秋田放送（ABS）                                                      | 日本テレビ系列                                 | 11:30 - 11:50      | 11:30 - 11:50      | 11:25 - 11:35      | 11:30 - 11:40      |
| 山形県        | 山形放送（YBC）                                                      | 日本テレビ系列                                 | 11:30 - 11:50      | 11:30 - 11:50      | 11:25 - 11:40      | 11:30 - 11:45      |
| 福島県        | 福島中央テレビ（FCT）                                                | 日本テレビ系列                                 | 11:30 - 11:50      | 11:30 - 11:50      | 11:25 - 11:40      | 11:30 - 11:45      |
| 山梨県        | 山梨放送（YBS）                                                      | 日本テレビ系列                                 | 11:30 - 11:44      | 11:30 - 11:44      | 11:25 - 11:35      | 11:30 - 11:40      |
| 新潟県        | テレビ新潟（TeNY）                                                   | 日本テレビ系列                                 | 11:30 - 11:50      | 11:30 - 11:50      | 11:25 - 11:35      | 11:30 - 11:45      |
| 長野県        | テレビ信州（TSB）                                                    | 日本テレビ系列                                 | 11:30 - 11:50      | 11:30 - 11:50      | 11:25 - 11:35      | 11:30 - 11:45      |
| 静岡県        | 静岡第一テレビ（SDT）                                                | 日本テレビ系列                                 | 11:30 - 11:55      | 11:30 - 11:55      | 11:25 - 11:40      | 11:30 - 11:40      |
| 富山県        | 北日本放送（KNB）                                                    | 日本テレビ系列                                 | 11:30 - 11:42      | 11:30 - 11:42      | 11:25 - 11:33      | 11:30 - 11:38      |
| 石川県        | テレビ金沢（KTK）                                                    | 日本テレビ系列                                 | 11:30 - 11:45      | 11:30 - 11:40      | 11:25 - 11:35      | 11:30 - 11:36      |
| 福井県        | 福井放送（FBC）                                                      | 日本テレビ系列 テレビ朝日系列 （クロスネット） | 11:30 - 11:40      | 11:30 - 11:40      | 11:25 - 11:35      | 11:30 - 11:45      |
| 中京広域圏    | 中京テレビ（CTV）                                                    | 日本テレビ系列                                 | 11:30 - 11:45      | 11:30 - 11:45      | 11:25 - 11:35      | 11:30 - 11:40      |
| 近畿広域圏    | 読売テレビ（ytv）                                                    | 日本テレビ系列                                 | 11:30 - 11:50      | 11:30 - 11:50      | 11:25 - 11:35      | 11:30 - 11:40      |
| 鳥取県 島根県 | 日本海テレビ（NKT）                                                  | 日本テレビ系列                                 | 11:30 - 11:45      | 11:30 - 11:45      | 11:25 - 11:35      | 11:30 - 11:40      |
| 広島県        | 広島テレビ（HTV）                                                    | 日本テレビ系列                                 | 11:30 - 11:50      | 11:30 - 11:50      | 11:25 - 11:35      | 11:30 - 11:40      |
| 山口県        | 山口放送（KRY）                                                      | 日本テレビ系列                                 | 11:30 - 11:40      | 11:30 - 11:40      | 11:25 - 11:35      | 11:30 - 11:40      |
| 徳島県        | 四国放送（JRT）                                                      | 日本テレビ系列                                 | 11:30 - 11:40      | 11:30 - 11:40      | 11:25 - 11:35      | 11:30 - 11:40      |
| 香川県 岡山県 | 西日本放送（RNC）                                                    | 日本テレビ系列                                 | 11:30 - 11:45      | 11:30 - 11:45      | 11:25 - 11:35      | 11:30 - 11:40      |
| 愛媛県        | 南海放送（RNB）                                                      | 日本テレビ系列                                 | 11:30 - 11:50      | 11:30 - 11:50      | 11:25 - 11:35      | 11:30 - 11:40      |
| 高知県        | 高知放送（RKC）                                                      | 日本テレビ系列                                 | 11:30 - 11:45      | 11:30 - 11:45      | 11:25 - 11:35      | 11:30 - 11:40      |
| 福岡県        | 福岡放送（FBS）                                                      | 日本テレビ系列                                 | 11:30 - 11:50      | 11:30 - 11:50      | 11:25 - 11:35      | 11:30 - 11:45      |
| 長崎県        | 長崎国際テレビ（NIB）                                                | 日本テレビ系列                                 | 11:30 - 11:50      | 11:30 - 11:50      | 11:25 - 11:35      | 11:30 - 11:45      |
| 熊本県        | くまもと県民テレビ（KKT）                                            | 日本テレビ系列                                 | 11:30 - 11:54      | 11:30 - 11:54      | 11:25 - 11:35      | 11:30 - 11:45      |
| 鹿児島県      | 鹿児島読売テレビ（KYT）                                              | 日本テレビ系列                                 | 11:30 - 11:50      | 11:30 - 11:50      | 11:25 - 11:35      | 11:30 - 11:40      |
| 日本全国      | BS日テレ                                                             | BSデジタル                                     | 11:30 - 12:00      | 11:30 - 12:00      | （放送なし）       | （放送なし）       |

※BS日テレは開局以来、日テレNEWS24の再送信でネットしていた。

## 系列局ローカルニュース
ここではローカルニュースを別番組として放送している局のみを記載する。ここに記載のないものは、ローカル枠も『NNNニュースD(News D)』または『NNNニュースダッシュ』として放送。またニュース以外の番組は割愛。
- 札幌テレビ - STVニュースダッシュ→情報!Sセンス!→STVニュースダッシュ→STVニュースD（ただし、STVのホームページのタイムテーブルには「NNNニュースD」と記載）
- 青森放送 - 東奥日報ニュース（土曜・日曜は独立番組・詳細は上記参照のこと）
- 秋田放送 - ABSニュースD（月曜 - 金曜・エンディングのみ表記。なお、ABSのホームページのタイムテーブルには「ABSニュースD〜NNN〜」と記載）
- テレビ岩手-TVIニュース（NNNニュースダッシュのローカルパート）
- 山形放送 - YBCニュースD（ただし、YBCのホームページやタイムテーブルには「NNNニュースD」と記載）
- ミヤギテレビ - ミヤギテレビニュースD（平日、11:54まで）
- 福島中央テレビ - FCTニュースD
- テレビ新潟 - TNNニュースタワー→TeNYニュースD
- テレビ信州 - TSBニュースD
- 山梨放送 - YBSニュース（平日）
- 北日本放送 - KNBニュース
- テレビ金沢 - 北國新聞ニュース
- 福井放送 - ANNニュース（平日、11:53頃からローカルニュース）、FBCニュース（週末）
- 西日本放送 - RNCニュース（ただし、RNCのホームページのタイムテーブルには「NNNニュースD」と表記）
- 広島テレビ - NNNニュースダッシュひろしま→広島テレビニュース（ただし、広テレのホームページのタイムテーブルや実際の番組では「NNNニュースD」と表記。）
- 山口放送 - KRYニュース
- 四国放送 - 徳島新聞ニュース
- 南海放送 - なんかいNEWS（週末）
- 高知放送 - RKCニュース（日曜）
- くまもと県民テレビ - KKTニュースダッシュ（平日）（ただし、KKTのホームページのタイムテーブルには「NNN・KKTニュースD」と記載）
- 鹿児島読売テレビ - KYTニュースD〜NNN（平日・エンディングのみ表記）

その他、中京テレビは2002年4月 - 2003年3月まで「ほっとてれび」（11:30 - 12:00）に内包する形で放送された。その後2003年4月から料理番組「ピアット」をスタートさせたため、独立された。